# John Daniel Olivas
John Daniel „Danny“ Olivas (* 25. Mai 1966 in Los Angeles, Kalifornien, USA) ist ein ehemaliger US-amerikanischer Astronaut.

## Leben
Olivas wurde im Ortsteil North Hollywood von Los Angeles geboren, aufgewachsen ist er aber in El Paso (Texas). Dort besuchte er bis 1984 die Burges High School und begann an der University of Texas zu studieren. Den Bachelor im Fach Maschinenbau erhielt er 1989.
Gleich nach seinem Uni-Abschluss fand Olivas eine Anstellung bei der texanischen Niederlassung des Chemiekonzerns Dow Chemical. Fünf Jahre lang war er als Materialprüfer tätig und überwachte die Belastungen der betriebseigenen Anlagen. Gleichzeitig setzte er sein Maschinenbaustudium fort und erwarb 1993 an der University of Houston seinen Master.
1994 ging Olivas an die Lackland Air Force Base bei San Antonio und kümmerte sich um die Triebwerke des Transportflugzeuges C-5 „Galaxy“. In den Sommermonaten des folgenden Jahres arbeitete er am Johnson Space Center (JSC) und prüfte neue Materialien für die Raumanzüge der NASA.
Nachdem Olivas im Frühjahr 1996 an der Rice University promoviert hatte, ging er nach Kalifornien. Zunächst war er für eine Zulieferfirma der Luftfahrtindustrie tätig, bevor er eine Position am Jet Propulsion Laboratory (JPL) antrat. Er war als Forschungsingenieur in der Qualitätssicherung tätig, wo er Verfahren entwickelte, Bauteile zerstörungsfrei zu untersuchen, die für den Einsatz im Weltraum bestimmt sind. Danach wurde er zum Leiter der Herstellungssicherung befördert und erforschte die Empfindlichkeit elektronischer Schaltkreise.

## Astronautentätigkeit
Zusammen mit 24 Kollegen wurde Olivas im Sommer 1998 mit der 17. Astronautengruppe der NASA ausgewählt. Nach seiner Grundausbildung wurde er der Robotikabteilung des Astronautenbüros zugeteilt, wo er für die „Kanadahand“ der ISS verantwortlich zeichnete. Es folgten drei Jahre, in denen er in der Abteilung für Außenbordeinsätze an Techniken arbeitete, die Raumfähre in der Umlaufbahn zu reparieren.
STS-117 wurde Olivas' Jungfernflug, der im Juni 2007 zur Internationalen Raumstation stattfand. Hauptnutzlast der Atlantis war das S3/S4-Element. Zusammen mit James Reilly führte er zwei der vier Außenbordeinsätze durch. Dabei wurden das S3/S4-Bauteil an die Station montiert, die Solarpaneele aus- und der zweite Flügel des Solarmoduls P6 eingefahren.
Zu seinem zweiten Raumflug startete Olivas am 29. August 2009. Die Raumfähre Discovery brachte ihn im Rahmen der Mission STS-128 zur Internationalen Raumstation, wo er an allen drei Weltraumausstiegen beteiligt war. Die Landung erfolgte am 12. September 2009.

## Nach der NASA
Olivas verließ die NASA am 25. Mai 2010. Im August 2013 ging er zurück zur University of Texas nach El Paso. Er übernahm dort die Leitung des Center for the Advancement of Space Safety and Mission Assurance Research (CASSMAR), an dem Forschungen betrieben werden, die die bemannte Raumfahrt sicherer machen sollen.

## Privates
Danny Olivas ist verheiratet und hat fünf Kinder.